# 満長武
満 長武（まん ちょうぶ）は、中国三国時代の魏の人物。

## 生涯
祖父の満寵、父の満偉と同じく身長八尺に達し、満寵と同じ風格を有していた。24歳の時に大将軍掾となった。
諸葛誕の乱の際、満偉は病気のため従軍せず、満長武もその見舞いのため早々に軍を去った。これによって司馬昭の恨みを買った。
甘露5年（260年）、甘露の変の際、掖門を守っていた満長武は、司馬榦らの入城を拒んだ。このことを司馬昭によって罪に問われ、杖刑を受けて殺害された。